# Eleição municipal de Luziânia em 2020
A eleição municipal da cidade de Luziânia em 2020 ocorreu no dia 15 de novembro (primeiro turno), com o objetivo de eleger um prefeito, um vice-prefeito e 21 vereadores, que serão responsáveis pela administração da cidade. A atual vice-prefeita que assumiu interinamente, Edna Aparecida Alves dos Santos, que se elegeu em 2016 na chapa com o prefeito Cristóvão Vaz Tormin (PSD), tornou-se apta para concorrer à reeleição, depois que o atual prefeito Cristóvão Tormin encontrava-se afastado do cargo desde fevereiro, por decisão da Justiça.
Originalmente, as eleições ocorreriam em 4 de outubro (primeiro turno), porém, com o agravamento da pandemia do novo coronavírus (SARS-CoV-2), causador da Covid-19, as datas foram modificadas com a promulgação da Emenda Constitucional nº 107/2020.
O deputado estadual Diego Sorgatto, do DEM, foi eleito o novo prefeito de Luziânia com 48.061 votos, contra 16.728 de Wilde Cambão, do PSD. O DEM ainda elegeu 7 vereadores (maior bancada da Câmara Municipal), sendo Felipe do Mandú o candidato com maior votação (1.706 votos).

## Contexto político e pandemia
As eleições municipais de 2020 estão sendo marcadas, antes mesmo de iniciada a campanha oficial, pela pandemia do coronavírus SARS-CoV-2 (causador da COVID-19), o que está fazendo com que os partidos remodelem suas metodologias de pré-campanha. O Tribunal Superior Eleitoral (TSE) autorizou os partidos a realizarem as convenções para escolha de candidatos aos escrutínios por meio de plataformas digitais de transmissão, para evitar aglomerações que possam proliferar o vírus. Alguns partidos recorreram a mídias digitais para lançar suas pré-candidaturas.
Além disso, a partir deste pleito, será colocada em prática a Emenda Constitucional 97/2017, que proíbe a celebração de coligações partidárias para as eleições legislativas, o que pode gerar um inchaço de candidatos ao legislativo. Conforme reportagem publicada pelo jornal Brasil de Fato em 11 de fevereiro de 2020, o país poderá ultrapassar a marca de 1 milhão de candidatos a prefeito, vice-prefeito e vereador neste escrutínio, o que não seria necessariamente bom, na opinião do professor Carlos Machado, da UnB (Universidade de Brasília): “Temos o hábito de criticar de forma intensa a coligação partidária, sem parar para refletir sobre os elementos positivos dela. O número de candidatos que um partido pode apresentar numa eleição, varia se ele estiver dentro de uma coligação, porque quando os partidos participam de uma coligação, eles são considerados como um único partido", afirmou Machado na reportagem.

## Candidatos a prefeito
A lista está de pré-candidatos está atualizada com a última pesquisa registrada no TSE, feita pela Real Data, com o prazo final para o registro das candidaturas em ocorrendo apenas em 26 de setembro. O prazo final, 15 de agosto, foi modificado em razão da Emenda Constitucional n° 107/2020.
| Nº | Candidato              | Partido  | Candidato a vice                  | Cargos relevantes ou profissão                                         | Coligação                                                                                      |
| -- | ---------------------- | -------- | --------------------------------- | ---------------------------------------------------------------------- | ---------------------------------------------------------------------------------------------- |
| 19 | Professora Edna Santos | PODE     | Eládio Carneiro (PSL)             | Prefeita interina (2020), Vice-prefeita (2017–), Vereadora (2013–2016) | "Juntos Podemos Mais" (PODE, PSL, PT, PRTB, PDT e PSC)                                         |
| 25 | Diego Sorgatto         | DEM      | Diretora Ana Lúcia (DEM)          | Deputado estadual (2015–), Vereador (2009–2013)                        | "Juntos pra Mudar Luziânia" (DEM, Republicanos, PSDB, Cidadania, MDB, PSB, PL, PCdoB e Avante) |
| 50 | Professor Lukas        | PSOL     | Elmo Férrer (PSOL)                | Pesquisador, professor universitário, servidor do GDF e pssicanalista  | Partido não coligado                                                                           |
| 51 | Alex Meireles          | Patriota | Pastor Marcos Domingos (Patriota) | Motorista                                                              | Partido não coligado                                                                           |
| 55 | Wilde Cambão           | PSD      | Zé Maria (PP)                     | Ex-secretário de obras e deputado estadual (2019–)                     | "Confiança e Trabalho" (PSD, PP, DC, PTB e PTC)                                                |
| 90 | Duda Lemos             | PROS     | Elismar Oliveira (PROS)           | Deputado estadual (2015–), Vereador (2001–2014)                        | Partido não coligado                                                                           |

- Atualizado até 14h23min, quinta-feira, 20 de março de 2025 (UTC)

## Candidatura desistente
| Nº | Candidato       | Partido | Cargos relevantes                                                        |
| -- | --------------- | ------- | ------------------------------------------------------------------------ |
| 17 | Eládio Carneiro | PSL     | Advogado, primeiro suplente do senador Luiz Carlos do Carmo e pecuarista |

## Resultados do primeiro turno

### Prefeito
| Candidato(a)                  | Vice                              | 1º Turno 15 de novembro de 2020 | 1º Turno 15 de novembro de 2020 |
| Candidato(a)                  | Vice                              | Votação                         | Votação                         |
| Total                         | Porcentagem                       | Total                           | Porcentagem                     |
| ----------------------------- | --------------------------------- | ------------------------------- | ------------------------------- |
| Diego Sorgatto (DEM)          | Diretora Ana Lúcia (DEM)          | 48.061                          | 48,16%                          |
| Wilde Cambão (PSD)            | Zé Maria (PP)                     | 16.728                          | 19,89%                          |
| Professora Edna Santos (PODE) | Eládio Carneiro (PSL)             | 15.142                          | 18,01%                          |
| Duda Lemos (PROS)             | Elismar Oliveira (PROS)           | 2.620                           | 3,12%                           |
| Professor Lukas (PSOL)        | Elmo Férrer (PSOL)                | 829                             | 0,99%                           |
| Alex Meireles (Patriota)      | Pastor Marcos Domingos (Patriota) | 702                             | 0,83%                           |
| Votos em branco               | Votos em branco                   | 3.379                           | 3,63%                           |
| Votos nulos                   | Votos nulos                       | 5.651                           | 6.07%                           |
| Total                         | Total                             | 93.112                          | 100%                            |
| Abstenções                    | Abstenções                        | 24.583                          | 20,89%                          |
| Votos válidos                 | Votos válidos                     | 84.082                          | 90,30%                          |
| Total de eleitores            |                                   |                                 |                                 |

## Vereadores eleitos
| Candidato eleito            | Partido      | Votação | Porcentagem | Cidade onde nasceu | Unidade federativa |
| Felipe do Mandú             | DEM          | 1.706   | 1,96%       | Brasília           | Distrito Federal   |
| Marcelo Meireles            | DEM          | 1.556   | 1,79%       | Brasília           | Distrito Federal   |
| Everaldo Meireles           | DEM          | 1.491   | 1,72%       | Luziânia           | Goiás              |
| Marcos Cunha                | DEM          | 1.220   | 1,40%       | Rio Espera         | Minas Gerais       |
| Leozin Roriz                | MDB          | 1.086   | 1,25%       | Luziânia           | Goiás              |
| Mario da Cerâmica           | PCdoB        | 1.074   | 1,24%       | Luziânia           | Goiás              |
| Professor Marcus            | MDB          | 1.047   | 1,21%       | Brasília           | Distrito Federal   |
| Paulinho Cabeleireiro       | PSD          | 1.032   | 1,19%       | Quixeramobim       | Ceará              |
| Andrezão                    | Republicanos | 1.023   | 1,18%       | Brasília           | Distrito Federal   |
| Carlos da Liga              | DEM          | 1.017   | 1,17%       | Lago Verde         | Maranhão           |
| Dioscler                    | PSD          | 980     | 1,13%       | Frecheirinha       | Ceará              |
| Serginho Meio Ambiente      | PSD          | 950     | 1,09%       | Anápolis           | Goiás              |
| Luciano Braz                | DEM          | 949     | 1,09%       | Luziânia           | Goiás              |
| Dr. Denis Meireles          | DEM          | 933     | 1,07%       | Luziânia           | Goiás              |
| Passos                      | PP           | 894     | 1,03%       | Cristalândia       | Tocantins          |
| Professor Tiago Machado     | PSB          | 856     | 0,99%       | Cristalina         | Goiás              |
| Waltinho                    | PP           | 846     | 0,97%       | Brasília           | Distrito Federal   |
| Nelson Meireles             | PODE         | 728     | 0,84%       | Luziânia           | Goiás              |
| Professor Carlinhos Jamelão | PSL          | 671     | 0,77%       | Ouricuri           | Pernambuco         |
| Nixon das Casinhas          | PP           | 557     | 0,64%       | Brasília           | Distrito Federal   |
| Lena do Edgar               | PDT          | 485     | 0,56%       | Tianguá            | Ceará              |